# アルカジー・ドヴォルコーヴィチ
アルカジー・ウラージミロヴィチ・ドヴォルコーヴィチ（ロシア語: Аркадий Владимирович Дворкович, ロシア語ラテン翻字: Arkady Vladimirovich Dvorkovich, 1972年3月26日 - ）は、ロシアの経済学者、エコノミスト。2008年ロシア連邦大統領補佐官を経て、2012年5月21日からロシア連邦政府副首相。英語とドイツ語に堪能である。

## 経歴・概要
1972年3月26日、モスクワで父ウラジーミル・ヤコヴレヴィチ・ドヴォルコーヴィチ（1937年-2005年）と母ガリーナとの間に生まれる。父ウラジーミル・ヤコヴレヴィチはチェスの国際審判であった。
1994年モスクワ大学経済学部を卒業する。1996年ロシア経済学校（新経済学校）を修了し経済学修士号を取得する。更に米国デューク大学に留学。1997年同大学を修了する。
1994年から「経済専門家グループ」のコンサルタント、上級専門家、科学担当取締役、最高経営責任者（CEO）などを歴任しロシア大蔵省のマクロ経済政策部局と関係を持ち始める。
2000年戦略研究センター専門員。2000年8月、ゲルマン・グレフ経済開発貿易相の顧問に就任する。2001年ロシア経済開発貿易省次官。2004年4月ロシア連邦大統領専門家チームリーダー。同年9月2日住宅抵当融資庁監視委員会議長。2008年5月13日、ドミートリー・メドヴェージェフ大統領の補佐官に就任し、主要国首脳会議担当大統領代表としてサミットのシェルパも務めた。2010年トラスト「スコルコヴォ」取締役。
2012年5月21日、ドミートリー・メドヴェージェフ内閣の副首相に任命された。
2013年10月5日、6日の両日、訪日した。東京で開催されたロシア経済近代化に関する日露協議会第3回会合では原田親仁駐露大使と共同議長を務めた。京都で開催された第10回「科学技術と人類の未来に関する国際フォーラム(STS)」では安倍晋三首相と会談した。
2016年10月2日、訪日し、国立京都国際会館で安倍晋三首相と会談した。ドヴォルコーヴィチは、日露協力計画の具体化と、プーチン大統領の訪日準備の推進について言及し日露関係の発展への期待を表明した。
2007年からロシアチェス連盟第一副議長を務めており、子供へのチェス普及推進や財政援助などの部門を担当している。
2018年にはキルサン・イリュムジーノフの後任として国際チェス連盟会長に選出された。
副首相を退任した後はスコルコヴォ財団の代表を務めていたが、2022年3月、ウクライナ侵攻に関して「今回の戦争を含め、戦争というものは人生で直面する最悪のものだ」「私の心はウクライナ市民と共にある」と発言したとされ、財団はドヴォルコーヴィチが辞任を決意したと発表した。同年8月、国際チェス連盟会長に再選された。